# Astragalus stalinskyi
Astragalus stalinskyi är en ärtväxtart som beskrevs av Sirj. Astragalus stalinskyi ingår i släktet vedlar, och familjen ärtväxter. Inga underarter finns listade i Catalogue of Life.